# Хамана Такаюкі
Такаюкі Хамана (яп. 浜名孝行, латиніз.: Hamana Takayuki) — японський режисер, аніматор аніме та мультфільмів.

## Життєпис
Закінчивши середню школу, Хамана приєднався до Ajia-do як тимчасовий аніматор на чотири роки. Згодом він залишив Ajia-do і приєднався до Production I.G (колишня I.G. Tatsunoko), де став ключовим аніматором для різних проєктів, таких як Blue Seed (1994) та Jin-Roh (2000). Його досвід розкадрування та режисури одного з епізодів Crayon Shin-chan став «відправною точкою» на шляху до режисури. 2001 року він дебютував як режисер серіалу Принц тенісу та як режисер повнометражного фільму 2005 року з випуском Принц тенісу: два самураї.

## Праці

### Серіали
- Принц тенісу[en] (2001–2005)
- Історія сестер Веллбер (2007)
- Заклиначка звірів[en] (2009)
- Moshidora[en] (2011)
- Кров-С[en] (2011)
- Яблучне зернятко 13 (2011)
- Психо-паспорт (2012–2013)
- Баскетбол Куроко (2012 – …)
- Бібліотечна війна[en] (2008)
- Відьма та чудовисько (2024)

### OVA
- Принц тенісу: Дар Атобе (2005)
- Нелегальний шоколад (2008)
- Бібліотечні війни: Крила революції (2012)